# Narcissus atlanticus
Narcissus atlanticus es una especie de planta bulbosa perteneciente a  la familia de las Amarilidáceas. Es originaria del Norte de África.

## Descripción
Tiene las hojas como junquillos de color gris-verdosas. Con las flores de color crema.

## Taxonomía
Narcissus atlanticus fue descrita por Frederick Claude Stern y publicado en Daffodil and Tulip Year Book 25 en el año 1950.
Narcissus abscissus fue descrita por (Haw.) Schult. & Schult.f. y publicado en Syst. veg. 7:941, en el año  1830
Etimología
Narcissus nombre genérico que hace referencia  del joven narcisista de la mitología griega Νάρκισσος (Narkissos) hijo del dios río Cephissus y de la ninfa Leiriope; que se distinguía por su belleza. 
El nombre deriva de la palabra griega: ναρκὰο, narkào (= narcótico) y se refiere al olor penetrante y embriagante de las flores de algunas especies (algunos sostienen que la palabra deriva de la palabra persa نرگس y que se pronuncia Nargis, que indica que esta planta es embriagadora). 
atlanticus: epíteto geográfico que alude a su cercanía del Océano Atlántico.
Sinonimia
- Narcissus calcicola auct.[4]